# Loreto Vittori
Loreto Vittori (Spoleto, 16 gennaio 1600 – Roma, 23 aprile 1670) è stato un poeta, librettista, compositore e uno dei primi cantanti castrati italiano.
Scoperto a Spoleto dal vescovo Maffeo Barberini (il futuro papa Urbano VIII), fu inviato a Roma nel 1617. Qui divenne allievo di Giovanni Bernardino Nanino e Francesco Soriano. Cantò a Loreto e nella sua città natale, quindi fu cantore nella Cappella Sistina dal 1622 alla morte; è sepolto a Roma nella basilica di Santa Maria sopra Minerva.
Nel 1639 scrisse un melodramma dal titolo La Galatea andato in scena al Palazzo Spinelli di Cariati di Napoli nel 1644, riscoperto e riproposto nel 2005. Compose inoltre l'oratorio Sant'Ignazio di Loyola, perduto, e due melodrammi dal titolo Sant'Irene (1644) e La pellegrina costante (1647), quest'ultima tratta da un romanzo francese di J.P.Camus, Parthénice, tradotto in Italia da Maiolino Bisaccioni; scrisse anche l'opera Diana schernita andata in scena a Napoli nel 1644 e la commedia inedita La fiera di Palestrina, un'altra commedia, Le zittelle cantarine, e una raccolta di monodie e di Dialoghi sacri e morali. Scrisse un poema eroicomico, La Troja rapita (1662), che sulla falsariga della Secchia rapita del Tassoni narra la guerra fra Rieti e Cantalice ai tempi di papa Eugenio IV; il poema contiene importanti dati autobiografici, relativi anche all'ambiente romano barberiniano.